# Milan Šašić
Milan Šašić (* 18. Oktober 1958 in Karlovac) ist ein ehemaliger jugoslawischer Fußballspieler und kroatischer Trainer.

## Karriere
Während seiner aktiven Zeit war Šašić Torwart bei NK Karlovac. 1991 kam er auf Urlaub nach Deutschland. Zeitgleich brach der Bürgerkrieg in Kroatien aus und seine Familie verließ später die Heimat. Erst 1995 konnte man ihn überzeugen, für einige Monate die B-Klassen-Elf der DJK Gebhardshain-Steinebach zu trainieren. Anschließend wechselte er zum VfL Hamm/Sieg und war dort mehrere Jahre für die Reserve verantwortlich. Später übernahm er die Hammer Oberliga-Elf. Danach musste er, um die Aufenthaltsgenehmigung in Deutschland zu erhalten, Arbeit finden. Da er das nicht als Fußballtrainer tat, arbeitete er bei einem Straßenbau-Unternehmen in Heuzert (Westerwald).
Ab Juli 2002 war Šašić Trainer bei der TuS Koblenz und führte den damals vor dem finanziellen und sportlichen Aus stehenden Club innerhalb von zwei Jahren in die Regionalliga und innerhalb zwei weiterer Jahre in die 2. Bundesliga. Dort wurde er nach einer Serie von fünf Niederlagen aus sechs Spielen vier Spieltage vor Ende der Saison 2006/07 entlassen, ohne dass seine Mannschaft bis dahin auf einem Abstiegsplatz gestanden hatte.
Vor seiner Rückkehr in den Profifußball im Februar 2008 absolvierte Šašić den DFB-Fußballlehrerlehrgang an der Deutschen Sporthochschule Köln, um auch formal Mannschaften der ersten und zweiten Bundesliga betreuen zu dürfen. Im Rahmen dieses Lehrgangs hospitierte er beim VfL Bochum, bei Bayer 04 Leverkusen und Eintracht Frankfurt.
Vor dem 20. Spieltag der Saison 2007/08 übernahm Šašić den Trainerposten beim 1. FC Kaiserslautern. Die Mannschaft verhinderte am letzten Spieltag den Abstieg in die Drittklassigkeit. In der Saison 2008/09 spielte der FCK unter seiner Regie um den Aufstieg in die Bundesliga, konnte seine starke Form aus der Hinrunde in der Rückserie aber nicht halten. Im Mai 2009 wurde Šašić entlassen, aber auch unter seinem Nachfolger Alois Schwartz stieg Kaiserslautern nicht auf.
Am 2. November 2009 wurde Šašić Trainer des Zweitligisten MSV Duisburg. Er trat die Nachfolge von Peter Neururer an, der drei Tage zuvor beurlaubt worden war. In der Saison 2010/11 führte er den MSV Duisburg in das DFB-Pokalfinale, das mit 0:5 gegen den FC Schalke 04 verloren wurde. Am 27. Oktober 2011 trennte sich der MSV Duisburg von Šašić, nachdem der Klub am Vortag durch eine 0:2-Niederlage beim Regionalligisten Holstein Kiel aus dem DFB-Pokal ausgeschieden war.
Am 13. September 2013 wurde Šašić als neuer Trainer des 1. FC Saarbrücken vorgestellt. Nach knapp fünf Monaten im Amt des Cheftrainers von Saarbrücken gab er am 10. Februar 2014 nach einer anhaltenden Niederlagenserie und dem daraus resultierendem letzten Tabellenplatz der 3. Liga seinen Rücktritt bekannt.
Nach seinem Rücktritt arbeitete Šašić als Abteilungsleiter der Sportförderung des Saarbrücker Hauptsponsors, den Victor’s Residenz-Hotels. Er verkündete, nie mehr als Trainer arbeiten zu wollen. Stattdessen übernahm er beim FCS den Posten des Sportdirektors und wurde Mitglied der Geschäftsführung des Vereins. Von diesen Aufgaben wurde Šašić Ende April 2016 nach anhaltender Erfolglosigkeit entbunden.

## Privates
Šašić ist Schwiegervater der ehemaligen deutschen Nationalspielerin Célia Šašić.